# Privateering
Privateering is het zevende soloalbum van Mark Knopfler en verscheen op 31 augustus 2012. Het album werd opgenomen in de British Grove Studios. Het album kwam op 8 september 2012 op nummer 1 binnen in de Nederlandse Album Top 100 en op nummer 8 in de Vlaamse Ultratop 200 albumlijst.

## Tracklist
| 1.                 | Redbud tree           | 3:19 |
| 2.                 | Haul away             | 4:01 |
| 3.                 | Don't forget your hat | 5:14 |
| 4.                 | Privateering          | 6:18 |
| 5.                 | Miss you blues        | 4:18 |
| 6.                 | Corned beef city      | 3:31 |
| 7.                 | Go, love              | 4:52 |
| 8.                 | Hot or what           | 4:53 |
| 9.                 | Yon two crows         | 4:26 |
| 10.                | Seattle               | 4:19 |
| Totale duur: 45:11 |                       |      |

| 1.                 | Kingdom of gold                 | 5:23 |
| 2.                 | Got to have something           | 4:00 |
| 3.                 | Radio city serenade             | 5:13 |
| 4.                 | I used to could                 | 3:36 |
| 5.                 | Gator blood                     | 4:14 |
| 6.                 | Bluebird                        | 3:26 |
| 7.                 | Dream of the drowned submariner | 4:57 |
| 8.                 | Blood and water                 | 5:18 |
| 9.                 | Today is okay                   | 4:45 |
| 10.                | After the bean stalk            | 3:56 |
| Totale duur: 44:48 |                                 |      |

| 1.                 | Why aye man             | 7:12 |
| 2.                 | Cleaning my gun         | 4:43 |
| 3.                 | Corned beef city        | 4:26 |
| 4.                 | Sailing to Philadelphia | 7:12 |
| 5.                 | Hill farmer's blues     | 5:18 |
| Totale duur: 28:51 |                         |      |

## Muzikanten
- Mark Knopfler
- Guy Fletcher
- Richard Bennett
- Jim Cox
- Glenn Worf
- Ian Thomas
- Paul Franklin

Gastmuzikanten:
- John McCusker
- Phil Cunningham
- Michael McGoldrick
- Kim Wilson
- Ruth Moody
- Chris Botti

## Hitnoteringen

### NederlandseAlbum Top 100
| Hitnotering: 08-09-2012 t/m 02-03-2013 | Hitnotering: 08-09-2012 t/m 02-03-2013 | Hitnotering: 08-09-2012 t/m 02-03-2013 | Hitnotering: 08-09-2012 t/m 02-03-2013 | Hitnotering: 08-09-2012 t/m 02-03-2013 | Hitnotering: 08-09-2012 t/m 02-03-2013 | Hitnotering: 08-09-2012 t/m 02-03-2013 | Hitnotering: 08-09-2012 t/m 02-03-2013 | Hitnotering: 08-09-2012 t/m 02-03-2013 | Hitnotering: 08-09-2012 t/m 02-03-2013 | Hitnotering: 08-09-2012 t/m 02-03-2013 | Hitnotering: 08-09-2012 t/m 02-03-2013 | Hitnotering: 08-09-2012 t/m 02-03-2013 | Hitnotering: 08-09-2012 t/m 02-03-2013 | Hitnotering: 08-09-2012 t/m 02-03-2013 |
| Week:                                  | 1                                      | 2                                      | 3                                      | 4                                      | 5                                      | 6                                      | 7                                      | 8                                      | 9                                      | 10                                     | 11                                     | 12                                     | 13                                     | 14                                     |
| -------------------------------------- | -------------------------------------- | -------------------------------------- | -------------------------------------- | -------------------------------------- | -------------------------------------- | -------------------------------------- | -------------------------------------- | -------------------------------------- | -------------------------------------- | -------------------------------------- | -------------------------------------- | -------------------------------------- | -------------------------------------- | -------------------------------------- |
| Positie:                               | 1                                      | 3                                      | 5                                      | 6                                      | 8                                      | 11                                     | 12                                     | 17                                     | 27                                     | 30                                     | 42                                     | 38                                     | 46                                     | 40                                     |
| Week:                                  | 15                                     | 16                                     | 17                                     | 18                                     | 19                                     | 20                                     | 21                                     | 22                                     | 23                                     | 24                                     | 25                                     | 26                                     |                                        |                                        |
| Positie:                               | 54                                     | 51                                     | 56                                     | 56                                     | 56                                     | 78                                     | 90                                     | 100                                    | 91                                     | 83                                     | 74                                     | 86                                     | uit                                    |                                        |

### VlaamseUltratop 200Albums
| Hitnotering (week 1 t/m 26): 08-09-2012 t/m 02-03-2013 Hitnotering (week 27 t/m 29): 23-03-2103 t/m 06-04-2013 | Hitnotering (week 1 t/m 26): 08-09-2012 t/m 02-03-2013 Hitnotering (week 27 t/m 29): 23-03-2103 t/m 06-04-2013 | Hitnotering (week 1 t/m 26): 08-09-2012 t/m 02-03-2013 Hitnotering (week 27 t/m 29): 23-03-2103 t/m 06-04-2013 | Hitnotering (week 1 t/m 26): 08-09-2012 t/m 02-03-2013 Hitnotering (week 27 t/m 29): 23-03-2103 t/m 06-04-2013 | Hitnotering (week 1 t/m 26): 08-09-2012 t/m 02-03-2013 Hitnotering (week 27 t/m 29): 23-03-2103 t/m 06-04-2013 | Hitnotering (week 1 t/m 26): 08-09-2012 t/m 02-03-2013 Hitnotering (week 27 t/m 29): 23-03-2103 t/m 06-04-2013 | Hitnotering (week 1 t/m 26): 08-09-2012 t/m 02-03-2013 Hitnotering (week 27 t/m 29): 23-03-2103 t/m 06-04-2013 | Hitnotering (week 1 t/m 26): 08-09-2012 t/m 02-03-2013 Hitnotering (week 27 t/m 29): 23-03-2103 t/m 06-04-2013 | Hitnotering (week 1 t/m 26): 08-09-2012 t/m 02-03-2013 Hitnotering (week 27 t/m 29): 23-03-2103 t/m 06-04-2013 | Hitnotering (week 1 t/m 26): 08-09-2012 t/m 02-03-2013 Hitnotering (week 27 t/m 29): 23-03-2103 t/m 06-04-2013 | Hitnotering (week 1 t/m 26): 08-09-2012 t/m 02-03-2013 Hitnotering (week 27 t/m 29): 23-03-2103 t/m 06-04-2013 | Hitnotering (week 1 t/m 26): 08-09-2012 t/m 02-03-2013 Hitnotering (week 27 t/m 29): 23-03-2103 t/m 06-04-2013 | Hitnotering (week 1 t/m 26): 08-09-2012 t/m 02-03-2013 Hitnotering (week 27 t/m 29): 23-03-2103 t/m 06-04-2013 | Hitnotering (week 1 t/m 26): 08-09-2012 t/m 02-03-2013 Hitnotering (week 27 t/m 29): 23-03-2103 t/m 06-04-2013 | Hitnotering (week 1 t/m 26): 08-09-2012 t/m 02-03-2013 Hitnotering (week 27 t/m 29): 23-03-2103 t/m 06-04-2013 | Hitnotering (week 1 t/m 26): 08-09-2012 t/m 02-03-2013 Hitnotering (week 27 t/m 29): 23-03-2103 t/m 06-04-2013 | Hitnotering (week 1 t/m 26): 08-09-2012 t/m 02-03-2013 Hitnotering (week 27 t/m 29): 23-03-2103 t/m 06-04-2013 |
| Week: | 1 | 2 | 3 | 4 | 5 | 6 | 7 | 8 | 9 | 10 | 11 | 12 | 13 | 14 | 15 | 16 |
| --- | --- | --- | --- | --- | --- | --- | --- | --- | --- | --- | --- | --- | --- | --- | --- | --- |
| Positie: | 8 | 2 | 4 | 14 | 14 | 22 | 28 | 27 | 31 | 36 | 54 | 65 | 69 | 80 | 75 | 95 |
| Week: | 17 | 18 | 19 | 20 | 21 | 22 | 23 | 24 | 25 | 26 | | 27 | 28 | 29 | | |
| Positie: | 66 | 79 | 85 | 62 | 76 | 75 | 107 | 119 | 121 | 136 | uit | 159 | 140 | 158 | uit | |